# Chrysina laniventris
Chrysina laniventris es una especie de escarabajo del género Chrysina, familia Scarabaeidae. Fue descrita científicamente por Sturm en 1843.
Especie nativa de la región neotropical. Habita en México.